# Friedel Berges
Friedel Berges, né le 23 octobre 1903 à Darmstadt et mort le 13 août 1969 dans cette même ville, est un nageur allemand ayant participé aux Jeux olympiques de 1928 à Amsterdam et champion d'Europe de natation.

## Biographie
Spécialiste de nage libre, Friedel Berges nage pour le club de sa ville natale, le DSW 1912 Darmstadt. Il est champion d'Allemagne des 400 et 1 500 mètres nage libre en 1924, 1926 et 1928. Il est engagé sur ces distances aux Championnats d'Europe de natation 1926 où il se classe respectivement 3e (et 6e l'année suivante) et 2e. Il est aussi engagé dans le relais 4 × 200 mètres. L'équipe allemande avec Berges remporte le titre en 1926 et le conserve en 1927.
Friedel Berges est alors sélectionné pour les Jeux olympiques de 1928 à Amsterdam. Sur le 400 mètres nage libre, il réalise en séries 5 min 27 s 80 et n'est pas qualifié pour les demi-finales. Il fait partie du relais allemand du 4 × 200 mètres disqualifié en séries.

## Palmarès

### Championnats d'Europe
- Championnats d'Europe 1926 à Budapest 
  -  Médaille d'or du relais 4 × 200 m nage libre.
  -  Médaille d'argent du 1 500 m nage libre
  -  Médaille de bronze du 400 m nage libre.
- Championnats d'Europe 1927 à Bologne ( Italie)
  -  Médaille d'or du relais 4 × 200 m nage libre.